# پیچکس
پیچکس (انگلیسی: Paychex) شرکت منابع انسانی آمریکایی است، که در سالر۱۹۷۱ تأسیس شد.